# Rochechouart
Rochechouart – miejscowość i gmina we Francji, w regionie Nowa Akwitania, w departamencie Haute-Vienne.
Według danych na rok 1990 gminę zamieszkiwało 3985 osób, a gęstość zaludnienia wynosiła 74 osoby/km² (wśród 747 gmin Limousin Rochechouart plasuje się na 23. miejscu pod względem liczby ludności, natomiast pod względem powierzchni na miejscu 22.).
Miejscowość znajduje się we wnętrzu triasowego krateru uderzeniowego, nazwanego od niej kraterem Rochechouart.

## Galeria

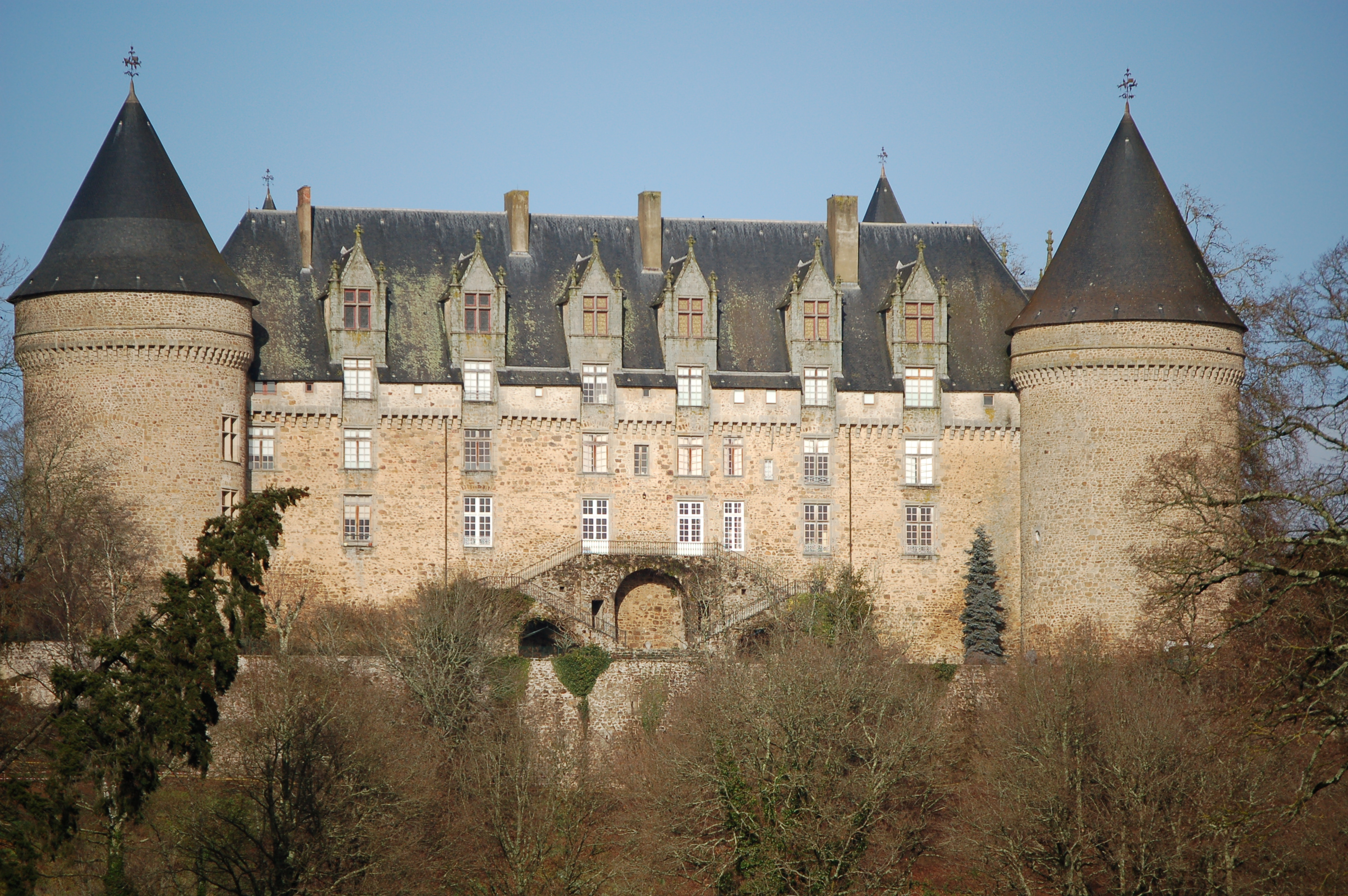
Zamek w Rochechouart (2007)
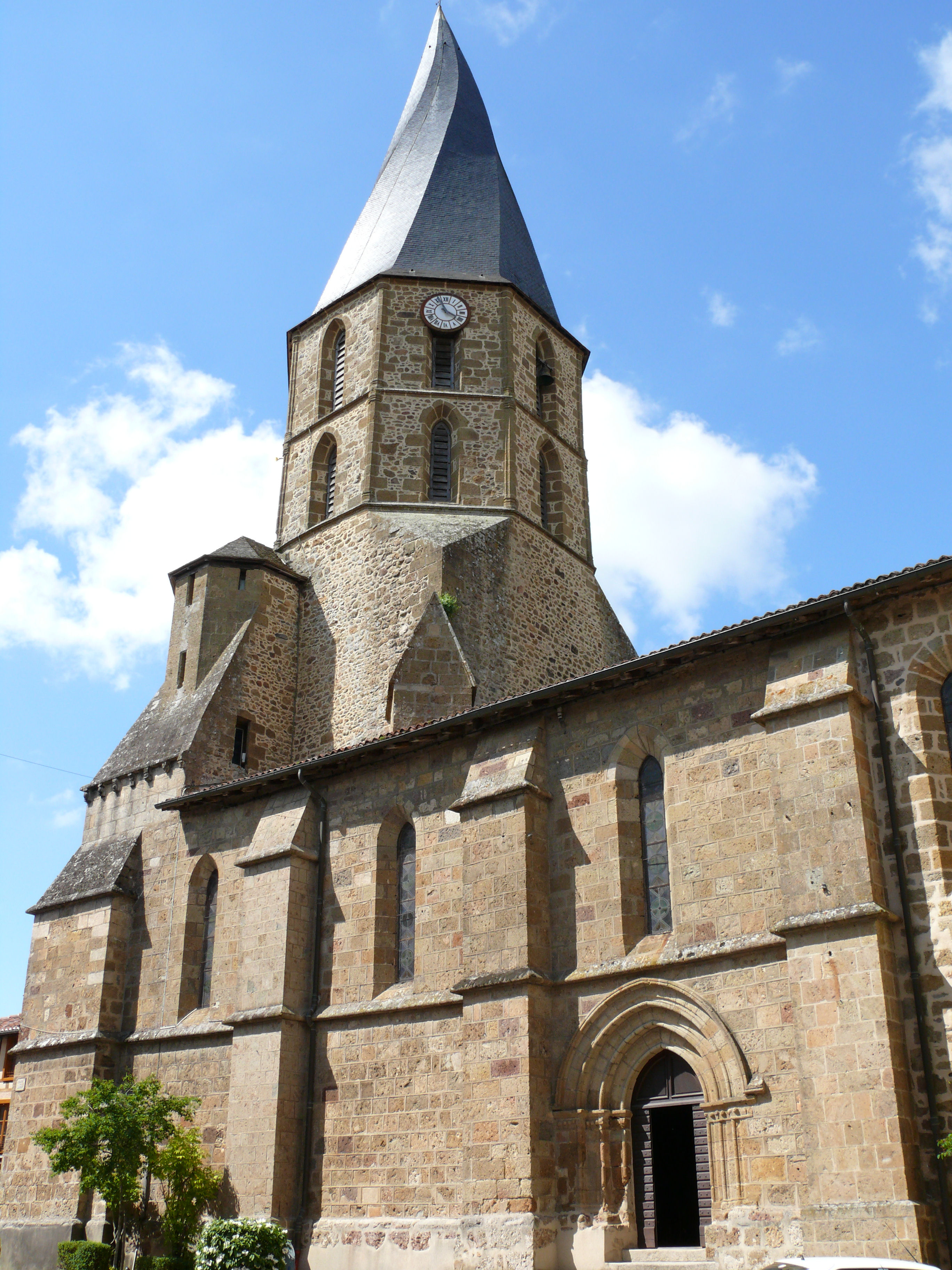
Kościół św. Salwatora w Rochechouart (2009)
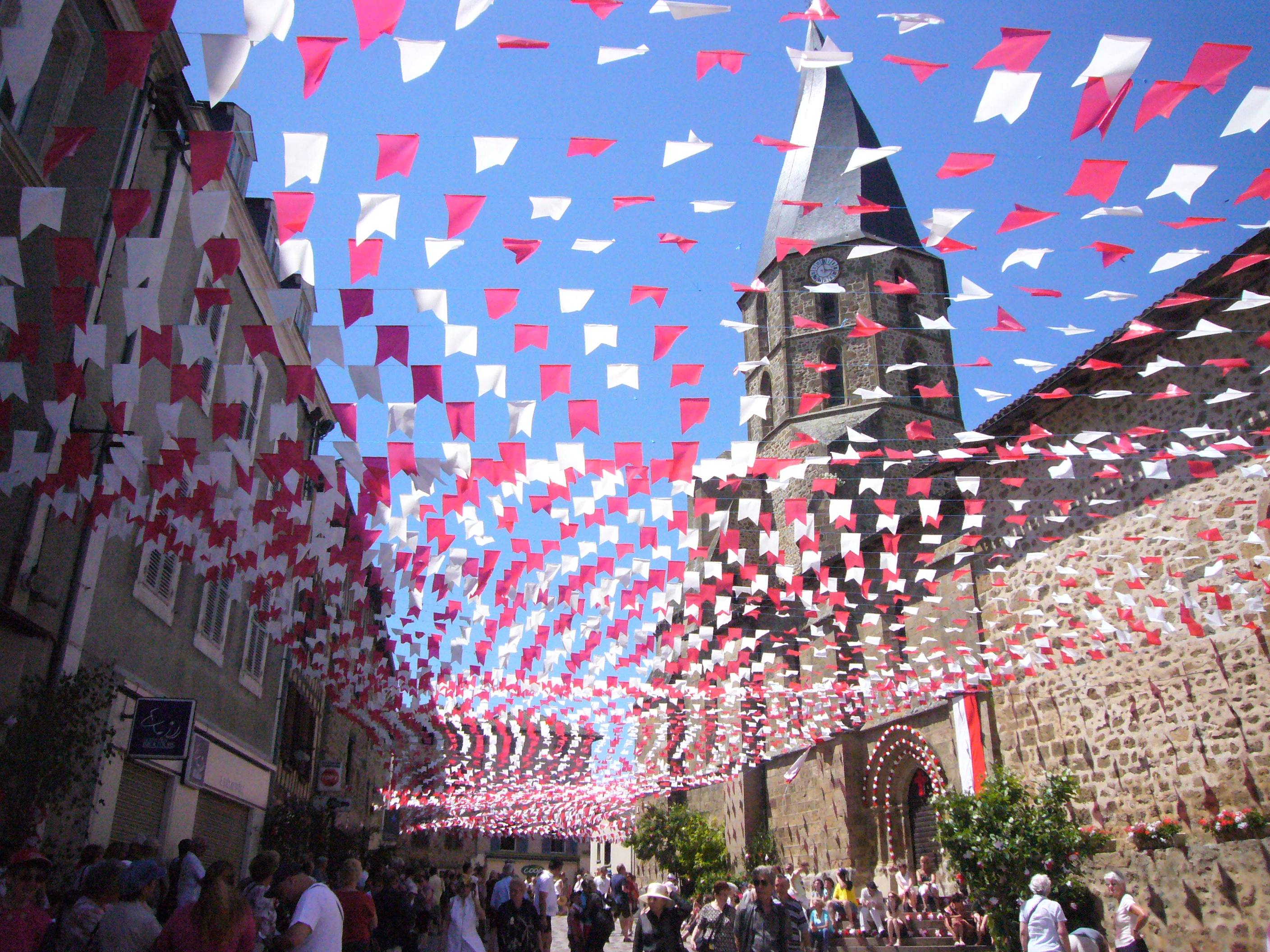
Święto ludowe w Rochechouart (2009)
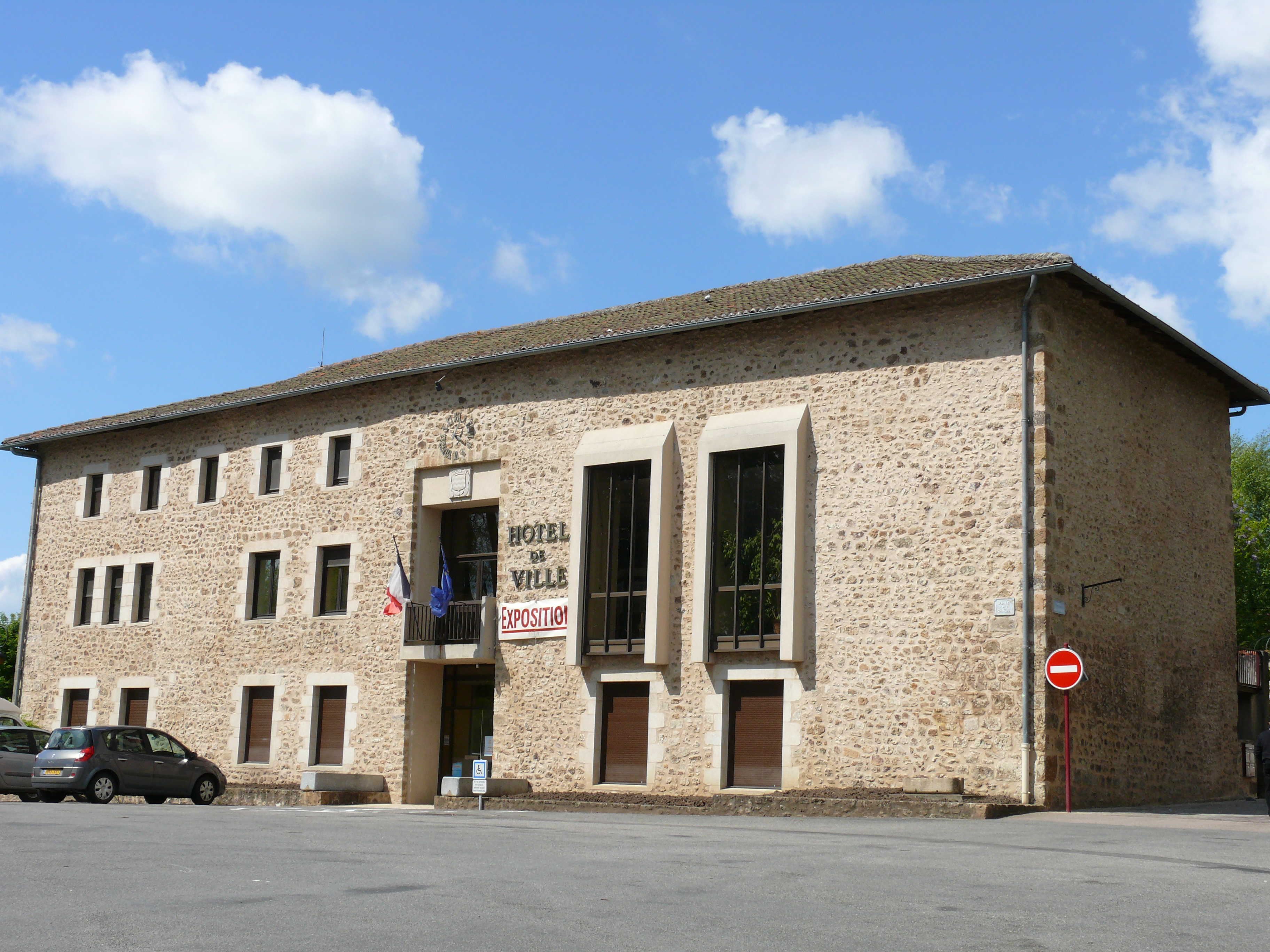
Ratusz w Rochechouart (2009)

## Populacja

Populacja Rochechouart w latach 1962–2008